# میکی، هیوگو
میکی در استان هیوگو در کشور ژاپن واقع شده‌است  که دارای جمعیت ۸۳٬۲۴۴ نفر و مساحت ۱۷۶٫۵۸ کیلومتر مربع با تراکم جمعیت ۴۷۱  نفر در کیلومترمربع است و در تاریخ ۱ ژوئن ۱۹۵۴ به عنوان شهر شناخته شد.